# Polyphony Digital
Polyphony Digital är ett japanskt TV-spelsföretag. Företaget grundades 2 april 1998 och är främst känd för spelserien Gran Turismo. Företaget hette förut Polys Entertainment, men efter succén med Gran Turismo så bytte företaget namn till Polyphony Digital. Polyphony Digital är ett dotterbolag och ägs av Sony Computer Entertainment.

## Utvecklade spel

### Playstation
- Gran Turismo
- Gran Turismo 2
- Motor Toon Grand Prix
- Motor Toon Grand Prix 2
- Omega Boost

### Playstation 2
- Gran Turismo 3: A-spec
- Gran Turismo 4
- Gran Turismo 4 Prologue
- Gran Turismo 4 Toyota MTRC Version
- Gran Turismo 4 Toyota Prius Edition
- Gran Turismo 4 Nissan 350Z Limited Edition
- Gran Turismo Concept 2001 Tokyo
- Gran Turismo Concept 2002 Tokyo-Seoul
- Gran Turismo Concept 2002 Tokyo-Geneva
- Gran Turismo for Boys
- Tourist Trophy

### Playstation 3
- Gran Turismo HD
- Gran Turismo 5 Prologue
- Gran Turismo 5
- Gran Turismo 6

### Playstation Portable
- Gran Turismo PSP

### Playstation 4
- Gran Turismo Sport